# Приполярная тундра
Приполя́рная ту́ндра (англ. Low Arctic tundra) — североамериканский континентальный экологический регион, выделяемый Всемирным фондом дикой природы.

## Расположение
Приполярная тундра находится в Северо-Западных территориях, Нунавуте и северном Квебеке.

## Флора и фауна
Экорегион является переходной зоной между таёжными лесами на юге и безлесной арктической тундрой на севере. 50 % территории занимает травянистый покров, 18 % — мхи и лишайники, 6 % — кустарники и около 1 % — деревья на охраняемых территориях и вдоль русел рек. В регионе расположены небольшие участки субальпийских лесов из чёрной ели (Picea mariana), лиственницы американской (Larix laricina), белой ели (Picea glauca), карликовой березы (Betula spp.) и ивы (Salix spp.). На низменных участках имеются обширные водно-болотные угодья.
Многие виды млекопитающих приспособлены к жизни в такой среде. На западе обитают стада карибу (Rangifer tarandus ssp. arcticus), общая численность которых составляет 1,5 миллиона особей. Лесные карибу встречаются на востоке. Среди других известных млекопитающих — белые медведи (Ursus maritimus) на побережье, медведи гризли (Ursus arctos) и чёрный медведь (Ursus americanus) в Квебеке, а также волк (Canis lupus), лось (Alces alces), арктическая сухопутная белка (Urocitellus parryii) и сибирский лемминг (Lemmus sibiricus).
Регион важен для крупных гнездовых колоний снежных гусей (Anser caerulescens), гуся Росса (Anser rossii) и многих других перелётных птиц.